# Sus inima
Sus inima este o poezie scrisă de George Coșbuc. Face parte din volumul Cântece de vitejie, apărut în 1904.